# Böhmische Eishockeynationalmannschaft
Die böhmische Eishockeynationalmannschaft vertrat das Kronland Böhmen, das bis zur Gründung der Tschechoslowakei Österreich-Ungarn angehörte.

## Geschichte
Die böhmische Eishockeynationalmannschaft gehörte in den Anfangsjahren des Eishockeys in Europa zu den Topnationen und nahm von 1911 bis 1914 an der Eishockey-Europameisterschaft teil. Dabei gewannen die Böhmen drei Mal die Goldmedaille und wurden 1913 hinter Belgien Vize-Europameister. Das Turnier 1912 wurde von der Internationalen Eishockey-Föderation im Nachhinein annulliert, da Österreich damals noch kein Verbandsmitglied war, weshalb Böhmen offiziell nur als zweimaliger Europameister geführt wird.
Seit der Auflösung der Tschechoslowakei 1993 führt die Tschechische Eishockeynationalmannschaft die Tradition des böhmischen Eishockeys fort.

## Böhmische Europameister

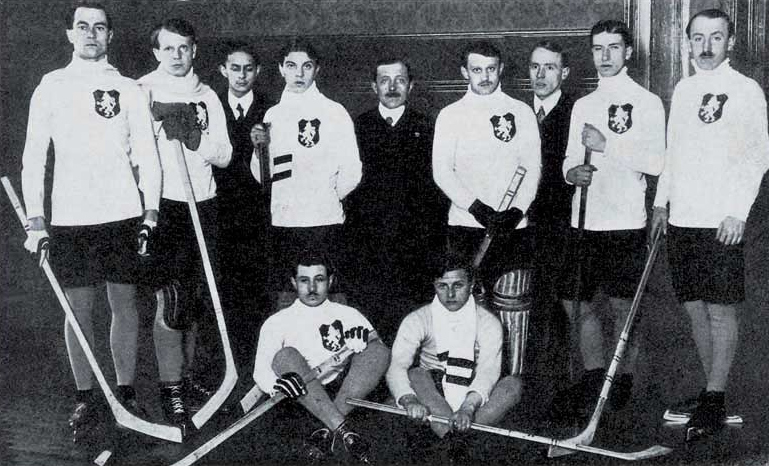
Böhmische Nationalmannschaft bei der EM 1911

- Jan Hamáček (1911)
- Karel Wälzer (1914)
- Václav Pondělíček (1914)
- Otakar Vindyš (1911)
- Jan Palouš (1911, 1914)
- Jan Fleischmann (1911, 1914)
- Jaroslav Jirkovský (1911, 1914)
- Jaroslav Jarkovský (1911)
- Josef Rublič (1911)
- Josef Šroubek (1911)
- Miloslav Fleischmann (1911)
- Josef Loos (1914)
- František Rublič (1914)
- Karel Pešek-Káďa (1914)
- Josef Páral (1914)